# The Pictures on My Wall
«The Pictures on My Wall» — це перший сингл британського, пост-панк-гурту, Echo & the Bunnymen, який був випущений, в травні 1979, року, пісня досягла 24-го місця в UK Indie Chart. У Британії було продано близько 4000 копій синглу гурту. У пісні звучить драм-машина, після цього, в жовтні 1979, року до гурту приєднався барабанщик, Піт де Фрейтас, і пісня була повністю перезаписана і увійшла, в студійний альбом Crocodiles 1980, року випуску.